# Colonizando la noosfera
Cultivando la noosfera, uno de los principales promotores del software libre, Eric S. Raymond, publicó en 1999 el artículo Homesteading the Noosphere.
Citando la descripción en la introducción del documento: 

...Después de observar la contradicción entre la ideología oficial definida por las licencias de código abierto y el actual comportamiento de los hackers, he examinado las verdaderas costumbres que regulan la propiedad y el control del software de código abierto. Aquí muestro que implican una teoría de derechos de propiedad homólogos a la teoría de Locke sobre posesión de tierras. Luego la relaciono con un análisis de la cultura hacker como una "cultura del regalo"  en la que los participantes compiten por prestigio, cediendo tiempo, energía, y creatividad. Finalmente, examino las implicaciones de éste análisis para resolución de conflictos en la cultura, y desarrollo algunas implicaciones preescriptivas....

Este ensayo es parte una colección de escritos de Eric S. Raymond, entre los que se encuentra La catedral y el bazar y El caldero mágico.